# Dositej Obradović
Dimitrije "Dositej" Obradović, in serbo Доситеј Обрадовић? (Ciacova, 17 febbraio 1742 – Belgrado, 7 aprile 1811), è stato uno scrittore, filosofo e linguista serbo.
Assieme a Vuk Stefanović Karadžić è stato il fautore della Rivoluzione della Scrittura Serba nel XIX secolo. Le sue opere sono raccolte nel Museo di Vuk Stefanović Karadžić e Dositej Obradović a Belgrado.
Nel 1808 fondò l'Università di Belgrado, la più antica della Serbia, come scuola superiore di Belgrado.

## Opere
- Slovo poučiteljno Gosp. Georg. Joakima Colikofera, Lipsia, 1774, p. 31
- Pismo Haralampiju, 1783.
- Život i priključenija D.O., Lipsia, 1783, 1788.
- Sovjeti zdravago razuma, Lipsia, 1784, p. 119
- Ezopove i pročih raznih basnotvorcev basne, Lipsia, 1788, p. 451
- Pesme o izbavleniju Serbije, Beč, 1789, p. 4
- Sobranije raznih naravoučitelnih veščej, Pécs, 1793, p. 2 + 316
- Etika ili filozofija naravnoučitelna, Venezia, 1803,  p. 160
- Pesma na insurekciju Serbijanov, 1804.
- Mezimac I Budim, 1818,  p. 230 + 11
- Ižica, 1830.
- Pisma Budim, 1829, p. 126
- Prvenac Karlštat, 1930, p. 17 + 168